# Zyprischer Fußballpokal 2012/13
Der Zyprische Fußballpokal 2012/13 war die 71. Austragung des zyprischen Pokalwettbewerbs. Er wurde vom zyprischen Fußballverband ausgetragen. Das Finale fand am 22. Mai 2013 im Tsirio-Stadion von Limassol statt.
Pokalsieger wurde Apollon Limassol. Das Team setzte sich im Finale gegen AEL Limassol durch. Apollon qualifizierte sich durch den Sieg für die Play-off-Runde der UEFA Europa League 2013/14.

## Modus
Die Begegnungen der 1. Runde wurden in einem Spiel ausgetragen. Bei unentschiedenem Ausgang wurde das Spiel um zweimal 15 Minuten verlängert. Stand danach kein Sieger fest, folgte ein Wiederholungsspiel auf des Gegners Platz. Endete auch dies unentschieden, gab es eine Verlängerung und gegebenenfalls ein Elfmeterschießen.
Die Begegnungen von der 2. Runde bis zum Halbfinale wurden in Hin- und Rückspiel ausgetragen. Bei Torgleichheit entschied zunächst die Anzahl der auswärts erzielten Tore, danach eine Verlängerung von zweimal 15 Minuten und falls erforderlich ein Elfmeterschießen.

## Teilnehmer
Es nahmen nur die Mannschaften der ersten beiden Ligen teil.
| First Division (14)                                                                                             | First Division (14) | Second Division (14) | Second Division (14) |
| --- | --- | --- | --- |
| - AEK Larnaka - AEL Limassol 1 - Alki Larnaka - AE Paphos - Anorthosis Famagusta - AO Agia Napa - APOEL Nikosia | - Apollon Limassol - Doxa Katokopia - Enosis Neon Paralimni - Ethnikos Achnas - Nea Salamis Famagusta - Olympiakos Nikosia - Omonia Nikosia 1 | - AEK Kouklia - AEZ Zakakiou - Akritas Chlorakas - Anagennisi Deryneia - APEP Pitsilia - Aris Limassol - Chalkanoras Idaliou | - Ermis Aradippou 1 - Ethnikos Assia - Nikos & Sokratis Erimis - Omonia Aradippou - Onisilos Sotira - Othellos Athienou - PAEEK Kyrenia 1 |

## 1. Runde
In dieser Runde traten 12 Teams der Second Division und 12 Teams der First Division an.
|                   | Ergebnis  |                         |
| ----------------- | --------- | ----------------------- |
| Alki Larnaka      | 6:0       | Akritas Chlorakas       |
| Ethnikos Assia    | 0:4       | Enosis Neon Paralimni   |
| AEZ Zakakiou      | 0:2       | Olympiakos Nikosia      |
| AEK Kouklia       | 2:3 n. V. | Ethnikos Achnas         |
| Onisilos Sotira   | 0:2       | Anorthosis Famagusta    |
| Doxa Katokopia    | 0:1       | Anagennisi Deryneia     |
| Othellos Athienou | 1:2       | Nea Salamis Famagusta   |
| Omonia Aradippou  | 0:3       | AEK Larnaka             |
| Apollon Limassol  | 5:0       | APEP Pitsilia           |
| APOEL Nikosia     | 8:1       | Chalkanoras Idaliou     |
| Aris Limassol     | 1:3 n. V. | AE Paphos               |
| AO Agia Napa      | 2:0       | Nikos & Sokratis Erimis |

## 2. Runde
In dieser Runde stiegen weitere vier Vereine ein.
- Omonia Nikosia (Pokalsieger 2011/12)
- AEL Limassol (Finalist 2011/12)
- Ermis Aradippou (Fair-Play-Sieger First Division 2011/12)
- PAEEK Kyrenia (Fair-Play-Sieger Second Division 2011/12)

|                       | Gesamt    |                       | Hinspiel | Rückspiel |
| --------------------- | --------- | --------------------- | -------- | --------- |
| Ethnikos Achnas       | 0:4       | Omonia Nikosia        | 0:2      | 0:2       |
| AO Agia Napa          | 3:1       | Anagennisi Deryneia   | 0:1      | 3:0       |
| Ermis Aradippou       | 0:1       | Enosis Neon Paralimni | 0:1      | 0:0       |
| AE Paphos             | 6:3       | PAEEK Kyrenia         | 2:2      | 4:1       |
| Anorthosis Famagusta  | 3:2       | Alki Larnaka          | 1:1      | 2:1 n. V. |
| AEL Limassol          | (a)3:3(a) | APOEL Nikosia         | 0:2      | 3:1       |
| AEK Larnaka           | 4:3       | Olympiakos Nikosia    | 1:0      | 3:3       |
| Nea Salamis Famagusta | 0:2       | Apollon Limassol      | 0:1      | 0:1       |

## Viertelfinale
|                       | Gesamt |                      | Hinspiel | Rückspiel |
| --------------------- | ------ | -------------------- | -------- | --------- |
| AO Agia Napa          | 1:3    | Apollon Limassol     | 0:2      | 1:1       |
| Enosis Neon Paralimni | 1:3    | AEK Larnaka          | 1:1      | 0:2       |
| Omonia Nikosia        | 6:0    | Anorthosis Famagusta | 4:0      | 2:0       |
| AE Paphos             | 1:7    | AEL Limassol         | 1:4      | 0:3       |

## Halbfinale
|                  | Gesamt |              | Hinspiel | Rückspiel |
| ---------------- | ------ | ------------ | -------- | --------- |
| Omonia Nikosia   | 0:1    | AEL Limassol | 0:0      | 0:1       |
| Apollon Limassol | 3:1    | AEK Larnaka  | 2:0      | 1:1       |

## Finale
| Paarung          | AEL Limassol – Apollon Limassol |
| Ergebnis         | 1:2 n. V. (0:0, 0:0) |
| Datum            | 22. Mai 2013 |
| Stadion          | Tsirio-Stadion, Limassol |
| Zuschauer        | 13.000 |
| Schiedsrichter   | Damir Skomina ( Slowenien) |
| Tore             | 0:1 Horacio Cardozo (95.) 0:2 Romeo Surdu (118., Foulelfmeter) 1:2 Dijilly Vouho (120.+15') |
| AEL Limassol     | Matías Omar Degra – Marco Airosa (17. Maykon), Edwin Ouon, Dossa Júnior, Carlos „Carlitos“ Emanuel Soares Tavares (98. Michalis Konstantinou) – Aderito Waldemar „Dedé“ Alves de Carvalho, Esteban Sachetti, Luciano Bebê, Jorge Monteiro – Dijilly Vouho, Orlando Sá (91. Paulo Sérgio Moreira) Cheftrainer: Jorge Costa ( Portugal) |
| Apollon Limassol | Bruno Vale – Toni Lopes, Giorgos Merkis, Giorgos Vasiliou, Angelis Charalambous – Rachid Hamdani, Charalampos Kyriakou (86. Alex Konstantinou), Giorgos Theodoridis (73. Paulo Roberto Sobrinho, 92. Horacio Cardozo) – Romeo Surdu, Roberto García, Fotios Papoulis Cheftrainer: Christakis Christoforou                             |
| Gelbe Karten     | Maykon, Jorge Monteiro, Edwin Ouon – Roberto García, Bruno Vale |
| Besonderheiten   | Bruno Vale hält Foulelfmeter von Dijilly Vouho (85.) |